# 22 ربيع الآخر
- السبت
- الأحد
- الاثنين
- الثلاثاء
- الأربعاء
- الخميس
- الجمعة

- 2528 سبتمبر 2024
- 2629 سبتمبر 2024
- 2730 سبتمبر 2024
- 281 أكتوبر 2024
- 292 أكتوبر 2024
- 303 أكتوبر 2024
- 14 أكتوبر 2024
- 25 أكتوبر 2024
- 36 أكتوبر 2024
- 47 أكتوبر 2024
- 58 أكتوبر 2024
- 69 أكتوبر 2024
- 710 أكتوبر 2024
- 811 أكتوبر 2024
- 912 أكتوبر 2024
- 1013 أكتوبر 2024
- 1114 أكتوبر 2024
- 1215 أكتوبر 2024
- 1316 أكتوبر 2024
- 1417 أكتوبر 2024
- 1518 أكتوبر 2024
- 1619 أكتوبر 2024
- 1720 أكتوبر 2024
- 1821 أكتوبر 2024
- 1922 أكتوبر 2024
- 2023 أكتوبر 2024
- 2124 أكتوبر 2024
- 2225 أكتوبر 2024
- 2326 أكتوبر 2024
- 2427 أكتوبر 2024
- 2528 أكتوبر 2024
- 2629 أكتوبر 2024
- 2730 أكتوبر 2024
- 2831 أكتوبر 2024
- 291 نوفمبر 2024
- 302 نوفمبر 2024
- 13 نوفمبر 2024
- 24 نوفمبر 2024
- 35 نوفمبر 2024
- 46 نوفمبر 2024
- 57 نوفمبر 2024
- 68 نوفمبر 2024

22 ربيع الآخر أو 22 ربيع الثاني أو يوم 22 \ 4 (اليوم الثاني والعشرون من الشهر الرابع) هو اليوم الحادي عشر بعد المائة (111) من أيَّام السنة (أو الثاني عشر بعد المائة لو كان شهر صفر مُتممًا لليوم الثلاثين) وفق التقويم الهجري القمري (العربي). يبقى بعده 243 أو 244 يومًا لانتهاء السنة.

## أحداث
- 1084 هـ - السلطان العثماني محمد الرابع يبدأ حملته الثانية على بولونيا، بعد اعتراض مجلس أشراف بولونيا على معاهدة بوجاس التي وقعتها بولونيا مع الدولة العثمانية في أكتوبر 1672م. واستمرت هذه الحملة سنة وثلاثة أشهر.
- 1235 هـ - جمعية الاستعمار الأمريكية ترسل أول 86 أمريكي أسود لإنشاء مستعمرة فيما أصبح لاحقًا يعرف باسم ليبيريا وذلك في بداية موجة لإعاده السود لأفريقيا.
- 1326 هـ - دخول مدينة بريدة تحت حكم ملك السعودية عبد العزيز آل سعود.
- 1330 هـ - انضمام منطقة السلوم رسميًا إلى مصر.
- 1343 هـ - مقتل السير لي ستاك سردار الجيش المصري وحاكم السودان العام، وكان قد اغتاله أحد الوطنيين المصريين، وعقب مقتله أعلنت حكومة سعد زغلول أسفها عن الحادث ووعدت بعقاب المسئولين عنه.
- 1365 هـ - إعلان قيام حزب الأمة السوداني، أسسه "عبد الرحمن المهدي"، زعيم جماعة الأنصار المهدية، كامتداد سياسي للحركة المهدية في السودان، وكان شعاره «السودان للسودانيين».
- 1376 هـ - توحيد الجيش المصري والجيش الأردني والجيش السوري تحت القيادة المصرية.
- 1405 هـ - مجلس الوزراء الإسرائيلي يوافق على خطة للانسحاب من جنوب لبنان على 3 مراحل.
- 1409 هـ -
  - الجمعية العامة للأمم المتحدة تقرر الانتقال إلى جنيف للاستماع لخطاب رئيس منظمة التحرير الفلسطينية ياسر عرفات بعد أن رفضت الولايات المتحدة إعطاءه تأشيرة دخول.
  - انتخاب بينظير بوتو ابنه الرئيس الراحل ذو الفقار علي بوتو رئيسة لوزراء باكستان.
- 1412 هـ - افتتاح مؤتمر السلام في الشرق الأوسط في مدريد، عقب نجاح قوات التحالف في إخراج القوات العراقية من الكويت، وفرض حصار دولي على العراق. وفي هذا المؤتمر التقت إسرائيل لأول مرة مع الفلسطينيين والدول العربية التي تجاورها على مائدة واحدة.
- 1431 هـ - الرئيس الأمريكي باراك أوباما يكشف عن العقيدة النووية الجديدة للولايات المتحدة بحيث أنها لن تستخدم أبدًا السلاح النووي ضد عدو لا يملك هذا السلاح ويحترم قواعد معاهدة عدم الانتشار النووي، على أنه ستستثنى إيران وكوريا الشمالية من هذه القاعدة.
- 1438 هـ - الرئيس الغاني المنتهية ولايته يحيى جامع يقرر مغادرة البلاد وتسليم السلطة للرئيس المنتخب آداما بارو، وبذلك ينتهي التدخل العسكري في غامبيا بطريقة سلمية.
- 1439 هـ - البرلمان اليوناني يُلغي العمل بِالشريعة الإسلاميَّة في شؤون الزواج والطلاق عند المُسلمين اليونانيين، ويُحيل هذه المُهمَّة إلى المحاكم المدنيَّة.

## مواليد
- 1323 هـ - إحسان الجزايرلي، ممثلة مصرية.
- 1338 هـ - منير مراد، ملحن مصري.
- 1349 هـ - جواهر، راقصة شرقية وممثلة لبنانية.
- 1365 هـ - دانيال بن سعيد، فيلسوف فرنسي جزائري الأصل.
- 1367 هـ - محمد صبحي، ممثل ومؤلف ومخرج مصري.
- 1392 هـ - ميشال معوض، سياسي وحقوقي لبناني.
- 1406 هـ - دانا عبد الرزاق، عداءة عراقية.
- 1409 هـ - رامز أمير، ممثل مصري.

## وفيات
- 289 هـ - أبو العباس أحمد بن أبي أحمد الموفق طلحة المعتضد بالله، الخليفة العباسي السادس عشر.
- 1278 هـ - عياد الطنطاوي، عالم لغة عربية مصري ومعلم آداب العربية للمستشرقين في روسيا.
- 1343 هـ - لي ستاك، سردار الجيش المصري وحاكم السودان العام.
- 1393 هـ - حسن مأمون، الإمام الأكبر شيخ الجامع الأزهر.
- 1418 هـ - فهد بلان، مطرب سوري.
- 1421 هـ - أحمد شاملو، شاعر إيراني.
- 1427 هـ - سناء يونس، ممثلة مصرية.
- 1429 هـ - مصطفى بن نخي، خطاط كويتي.

## وصلات خارجية
- موقع قصة الإسلام: حدث في شهر ربيع الأوَّل.